# Audiencia Provincial de Castellón
La Audiencia Provincial de Castellón es una audiencia provincial que opera dentro del ámbito territorial de la provincia de Castellón. Está compuesta por tres secciones (dos juzgados rápidos y uno civil). Tiene su sede en el complejo judicial denominado Ciudad de la Justicia de Castellón, en el bulevar Blasco Ibáñez, 10, de Castellón de la Plana. Su presidente es el magistrado José Manuel Marco Cos, que fue nombrado en marzo de 2014. 

## Presidentes
- Carlos Domínguez Domínguez (octubre de 2003-23 de diciembre de 2013)
- José Manuel Marco Cos (desde el 27 de marzo de 2014)[1]